# 乔定民
乔定民（？—1972年9月），是一名中华人民共和国政治人物。

## 生平
1972年9月，乔定民曾接任李敬民担任浙江省玉环县县委书记一职。上任不久后，乔定民病逝，县委书记一职由杜杰接任。